# Литвинівка (парк)
Литвинівка — парк-пам'ятка садово-паркового мистецтва місцевого значення. Об'єкт розташований на території Валківського району Харківської області, село Литвинівка.
Площа — 10,8 га, статус отриманий у 1984 році.